# Aquisição originária
O termo Aquisição originária pode referir-se ao modo como a Coroa Portuguesa apoderou-se das terras conquistadas na América, como também, a lei de usucapião .